# Нападение на посольство Азербайджана в Тегеране
Нападение на посольство Азербайджана в Тегеране вооружённое нападение на посольство Азербайджанской Республики в столице Исламской Республики Иран, городе Тегеран, произошедшее 27 января 2023 года около 8:00 утра по местному времени. Нападавший, гражданин Ирана Ясин Гусейнзаде, вооружённый автоматом «Калашников», прорвался через охранный пост и открыл огонь по сотрудникам посольства. Во время нападения сотрудники посольства пытались его обезвредить. В результате нападения погиб глава службы охраны дипломатического представительства Орхан Аскеров, двое охранников получили ранения.
Ясин Гусейнзаде был задержан иранскими правоохранительными органами и подвергнут допросу. В Азербайджане по факту нападения было возбуждено уголовное дело. Президент Азербайджана Ильхам Алиев осудил атаку. Азербайджанская сторона заявила, что ответственность за инцидент лежит на Иране, и квалифицировала нападение как «террористический акт». Министерство иностранных дел Азербайджана объявило, что сотрудники посольства в Иране будут эвакуированы. 30 января персонал посольства был эвакуирован из Тегерана, а деятельность посольства приостановлена.
Иранские власти в своих заявлениях указали, что нападение не имело политических мотивов. Иранские правоохранительные органы заявили, что нападение было совершено на личной почве и что Гусейнзаде прибыл на место происшествия с двумя несовершеннолетними детьми. Однако записи с камер видеонаблюдения показали, что нападавший был один.
Генеральный секретарь ООН Антониу Гутерриш, Европейский союз, НАТО, ГУАМ и более 60 глав государств, министров иностранных дел и послов осудили нападение как теракт. После инцидента иранские азербайджанцы возложили цветы у здания Генерального консульства Азербайджана в Тебризе.

## Предыстория

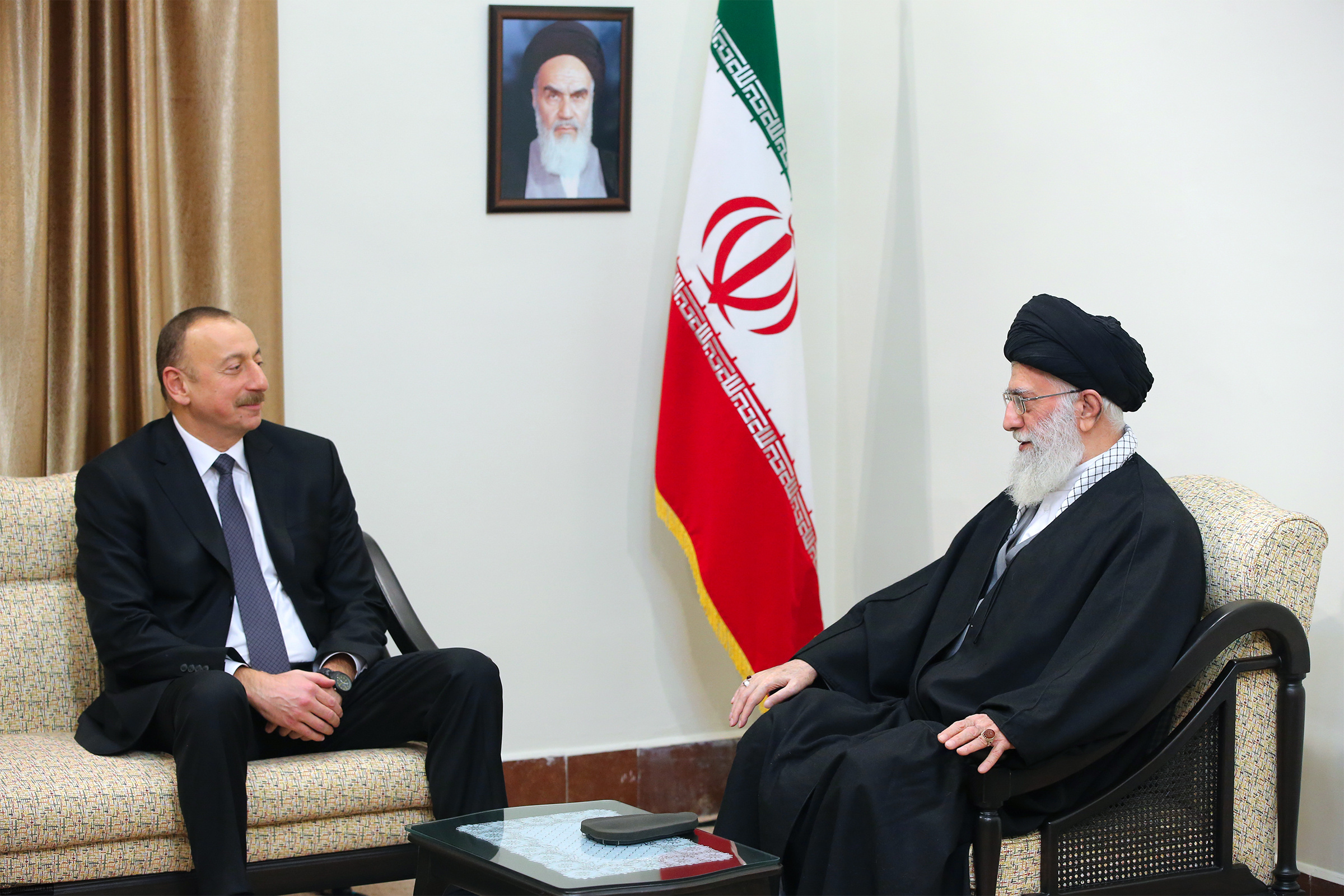
Встреча президента Азербайджана Ильхама Алиева с Верховным лидером Ирана Али Хаменеи. 2017 год.

После обретения независимости в 1991 году, на посольства Азербайджана было совершено несколько нападений. В августе 2022 года на посольство Азербайджана в Лондоне, столице Великобритании, напала группа лиц, заявивших о принадлежности к «Ходдам аль-Мехди». Они сняли азербайджанский флаг с здания посольства и заменили его флагом с религиозными надписями, а также написали лозунги на арабском языке на стенах и окнах здания. В сентябре 2022 года на посольство Азербайджана в Париже, столице Франции, напала группа армянских протестующих, которые пытались ворваться в здание. Посол Франции в Азербайджане был вызван в Министерство иностранных дел Азербайджана, где ему была вручена нота протеста. Французские власти заявили, что приняли все необходимые меры для восстановления безопасности и предотвращения подобных инцидентов в будущем. 11 октября 2022 года был обстрелян автомобиль посольства Азербайджана в Вашингтоне, США. После этого Министерство иностранных дел Азербайджана вызвало временного поверенного в делах США с просьбой обеспечить безопасность азербайджанской дипломатической миссии.
В Иране ранее также фиксировались нападения на посольства иностранных государств. 4 ноября 1979 года иранские студенты совершили нападение на посольство США в Тегеране, захватив 66 человек в заложники. Позже 13 человек были освобождены, но большинство сотрудников посольства оставались в плену в течение 444 дней, что стало известно как Иранский кризис заложников.
После войны между Азербайджаном и Арменией за Карабах в 2020 году отношения между Азербайджаном и Ираном обострились. Позиция Ирана во время войны вызвала вопросы среди азербайджанских верующих, породив скептицизм и путаницу по отношению к Ирану. Перевозка оружия в Армению через Иран стала предметом горячих дискуссий в Азербайджане. Это нанесло серьёзный удар по имиджу Ирана, который он создавал на протяжении многих лет в Азербайджане.
Кроме того, события в Азербайджане также получили поддержку со стороны южных азербайджанцев. Oни в разные даты провели акции в поддержку азербайджанской армии и протесты против помощи Ирана Армении в нескольких городах, включая столицу Тегеран. Помимо этого, участники протестов требовали закрытия пограничного перехода Нордуз, выступая против поставок российской военной помощи Армении через Иран. Сотни участников акций были арестованы, избиты и подвергнуты пыткам в таких городах, как Ардебиль, Тебриз, Урмия, Зенджан, Джульфа, Аламдар, Хийав, Келейбер, Маку, Марага, Маранда, Сулдуз, Парсабад и Тегеран. Полиция и силы безопасности жестко подавили акции, используя слезоточивый газ, резиновые пули и дубинки.
В нескольких городах Ирана После войны геополитические процессы вокруг Зангезурского коридора ещё больше обострились, что вызвало резкую реакцию со стороны Ирана. В иранских СМИ, особенно близких к правительству, начали публиковать статьи с угрозами в адрес Азербайджана и Турции, проводя кампанию «демонизации».
В октябре 2022 года Иран начал военные учения у границы с Азербайджаном. В Иране, где проживают миллионы этнических азербайджанцев, Азербайджан долгое время обвиняли в подстрекательстве сепаратистских настроений. Азербайджан, тюркоязычная страна, является близким союзником Турции, которая является историческим соперником Ирана, что традиционно вызывало напряжённые отношения между Ираном и Азербайджаном. Иран также подозревает Азербайджан в военном сотрудничестве с Израилем, который является основным поставщиком вооружений для Азербайджана, и утверждает, что Израиль может использовать азербайджанскую территорию как плацдарм для потенциальной атаки на Иран. В 2022 году министр иностранных дел Ирана Хосейн Амир Абдоллахиан обвинил Израиль в создании военного присутствия и тайного союза с Азербайджаном. В январе 2023 года Азербайджан назначил первого посла в Израиле; президент Ильхам Алиев подписал указ о назначении Мухтара Мамедова на эту должность.

## Нападение
Нападение произошло 27 января 2023 года около 08:00 по местному времени в посольстве Азербайджанской Республики в столице Исламской Республики Иран, Тегеране. Нападавший, гражданин Ирана Ясин Гусейнзаде, на автомобиле протаранил припаркованную машину марки Hyundai Sonata, принадлежащую сотрудникам посольства, а затем, минуя иранский пост охраны, который не попытался его остановить, проник в здание посольства с автоматом Калашникова в руках. Внутри он прорвался через пост охраны и открыл огонь по сотрудникам посольства. Преследуя двух человек, которые пытались убежать в другую комнату, он столкнулся с третьим, который пытался обезвредить его, нападая на него в попытке отобрать оружие. По информации РИА Новости, нападавший также пытался поджечь автомобиль дипломатической миссии.

На видео, распространённом в социальных сетях, видно пустой пост охраны рядом с посольством, а также раненого человека в припаркованной машине. В кадрах с места нападения видны следы от пуль на дверях посольства. Днём было опубликовано видео с камеры посольства, на котором зафиксированы события нападения.

### Потери
В результате нападения погиб начальник охраны дипломатической миссии, старший лейтенант Орхан Ризван оглы Асгаров. Двое охранников получили ранения. Один из них, Васиф Тагиев, который сумел обезвредить террориста, получил пулевые ранения в плечо и челюсть, и был прооперирован. Другой раненый также был прооперирован, и из его тела извлекли пулю. По состоянию на день нападения, состояние пострадавших оценивалось как удовлетворительное.
29 января тело Орхана Асгарова, двое раненных сотрудников посольства и эвакуированные сотрудники дипломатической миссии, в том числе их семьи, были доставлены в Баку через Международный аэропорт имени Гейдара Алиева. Тело Асгарова затем было доставлено в мечеть Тезепир. Орхан Асгаров был похоронен 30 января в 12:00 на Второй Аллее Почётного Захоронения. На похоронах присутствовали министр обороны Азербайджана Закир Гасанов, министр оборонной промышленности Азербайджана Мадат Гулиев, министр внутренних дел Азербайджана Вилаят Эйвазов, посол Турции в Азербайджане Джахид Багчы, председатель Управления мусульман Кавказа шейхульислам Аллахшукюр Пашазаде, апостольский нунций Святого Престола в Азербайджане архиепископ Марек Солчинский, председатель албано-удинской христианской общины Роберт Мобили, глава общины горских евреев Азербайджана Милих Евдаев и другие.

## Мотивы и результаты
Нападение совершил гражданин Ирана Ясин Гусейнзаде, проживавший в Урмии. Он был женат на женщине из Баку, у пары было двое детей. По словам Гусейнзаде, когда он вошёл в здание посольства, у него с собой были огнестрельные оружия марки «Colt» и «Калашников». Он приобрёл их примерно за пять месяцев до этого и спрятал в деревне возле Урмии. Гусейнзаде отправился в Тегеран 26 января на своём автомобиле вместе с детьми. Он прибыл в город около 4 утра и припарковал машину возле площади Азади, где несколько часов отдыхал, а затем направился к посольству Азербайджана.
Никто сразу не назвал мотив нападения в Тегеране. Иранские государственные СМИ не сразу сообщили о нападении. Азербайджанская сторона назвала это «террористическим актом». Иранские официальные лица позже заявили, что не обнаружили политической мотивации в нападении. Иран вскоре после нападения объявил о начале расследования. Азербайджан также начал своё расследование. После нападения Гусейнзаде бросил оружие и сдался прибывшей полиции. Пресс-секретарь Министерства иностранных дел Ирана Насер Кенани заявил, что полиция и силы безопасности немедленно вмешались, и нападавший был арестован.
Исполнитель преступления был привлечён к следствию. По факту нападения Служба государственной безопасности Азербайджанской Республики возбудила уголовное дело по статьям 12.2, 120.2.1, 12.2, 120.2.4, 12.2, 120.2.11, 12.2, 29, 120.2.7, 12.3, 214.2.1, 12.3, 214.2.3 и 12.2, 228.2.1 Уголовного кодекса Азербайджана. Заместитель министра иностранных дел Азербайджана Халаф Халафов заявил, что у азербайджанской стороны имеются «достаточные доказательства» по делу о террористическом акте. 1 февраля Азербайджан представил коммюнике и проект заявления в Координационное бюро Движения неприсоединения и на Совещание по взаимодействию и мерам доверия в Азии, однако Иран выразил протест и заблокировал принятие этих документов.
Начальник полиции Тегерана Сардар Хусейн Рахими сообщил, что на первоначальном этапе следствия мотив нападения связывают с личными и семейными проблемами. Он добавил, что нападавший прибыл на административное здание с 14-летней дочерью и 7-летним сыном на автомобиле марки «Pride». По словам главы Тегеранской уголовной прокуратуры Мохаммада Шахрияри, на первом этапе следствия обвиняемый утверждал, что в апреле 2022 года его жена пошла в посольство и не вернулась. Нападавший несколько раз посещал посольство, не получая ответов, и решил, что его жена находится там и не хочет с ним встречаться. Затем Ясин Гусейнзаде заявил: «Сегодня утром я решил пойти в посольство с автоматом Калашникова, который заранее подготовил».
Информационное агентство «Tasnim», связанное с Корпусом стражей исламской революции, сообщило, что в начале года жена нападавшего уехала в Азербайджан при помощи двух членов семьи и не вернулась. «Tasnim» также сообщил, что нападавший решил совершить нападение из-за того, что его многочисленные обращения в посольство не дали результатов. В персидской службе «Би-би-си» отметили, что это заявление противоречит другим сообщениям о том, что нападавший думал, что его жена находится в посольстве, и поэтому напал там.
Азербайджанское информационное агентство «Azeri Press», ссылаясь на кадры нападения и дипломатических каналов, заявило, что эта информация совершенно необоснованна, и добавило, что нападение на посольство было террористическим актом. Отмечается, что на обнародованных позже изображениях с камер наблюдения Гусейнзаде был один. Видеозапись соответствовала деталям видео, а временная отметка соответствовала заявлению МИД Азербайджана. Руководитель отдела пресс-службы МИД Азербайджана Айхан Гаджизаде заявил посольству, что «не считает, что нападение было совершено на личной почве». В тот же день, когда произошёл инцидент, главнокомандующий иранской полицией Ахмадреза Радан освободил Хосейна Рахими от своего поста и назначил на его место Аббаса Али Мохаммадияна. Неясно, послужило ли нападение на посольство причиной нового назначения. Он мог заменить Рахими, несмотря на нападение на посольство.
Министерство иностранных дел Азербайджана заявило, что в день нападения сотрудники посольства в Иране будут эвакуированы. 30 января сотрудники посольства были эвакуированы из Тегерана, а работа посольства приостановлена. Посол Ирана в Азербайджане Сейид Аббас Мусави был вызван в Министерство иностранных дел Азербайджана в связи с террористическим нападением. Заместитель министра иностранных дел Азербайджана Халаф Халафов сообщил, что обращаться можно в генеральное консульство в Тебризе. На встрече обсуждалась антиазербайджанская кампания, проводимая в Иране. В заявлении Министерства иностранных дел Азербайджана было рекомендовано гражданам Азербайджана воздержаться от поездок в Иран, если в этом нет необходимости, а тем, кто все же отправляется в Иран, проявлять особую осторожность.
По данным, опубликованным на сайте Министерства юстиции Ирана, преступнику был вынесен смертный приговор. В мае 2025 года появились сообщения о казни осужденного.

## Реакции

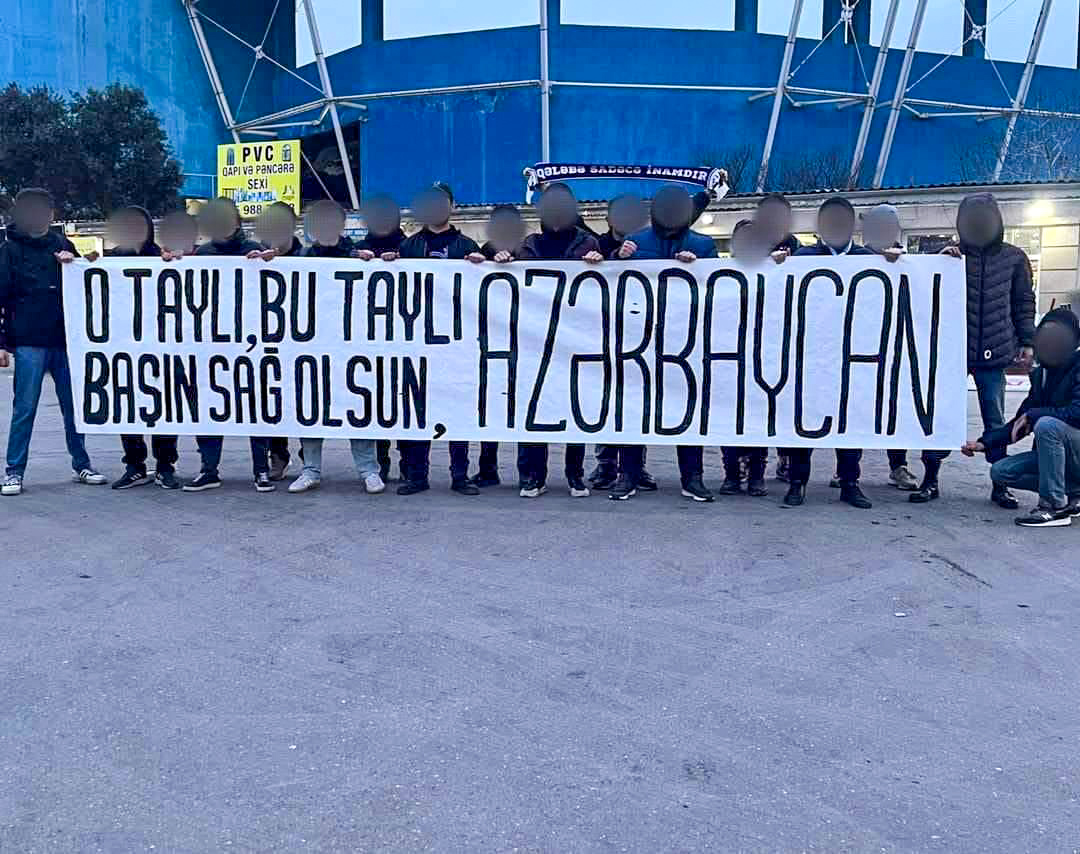
Баннер «Имарат Тайфа» о нападении. Баннер гласит: «примите наши соболезнования, обе стороны Азербайджана».

### В Азербайджане
Президент Азербайджана Ильхам Алиев осудил нападение, назвав его «террористическим актом». Руководитель пресс-службы Министерства иностранных дел Азербайджана Айхан Хаджизаде заявил, что ответственность за нападение на посольство несёт Иран. Многие азербайджанские политические деятели, такие как посол Азербайджана в Иране Али Ализаде, председатель Милли Меджлиса Сахиба Гафарова и министр юстиции Фикрет Мамедов, призвали наказать виновных в вооружённом нападении на посольство. Депутаты Милли Меджлиса Эльман Насиров и Джейхун Мамедов, а также Министерство иностранных дел Азербайджана указали на антиазербайджанскую кампанию в Иране как на один из факторов, способствовавших нападению. Политики, такие как председатель Комитета по обороне, безопасности и борьбе с коррупцией Зияфат Аскеров, выразили мнение, что нападение не связано с личными мотивами. Управление мусульман Кавказа решительно осудило нападение, назвав его «политически мотивированным террористическим актом».

### В Иране
Президент Ирана Ибрагим Раиси поручил соответствующим властям расследовать нападение. Он выразил соболезнования родственникам погибшего и пожелал скорейшего выздоровления пострадавшим. Министр иностранных дел Ирана Хосейн Амир Aбдoллахиян, заместитель по политическим вопросам администрации президента Мохаммад Джамшиди, первый заместитель председателя Ассамблеи Исламского совета Али Никзад, глава Комиссии по национальной безопасности и внешней политике Ассамблеи Исламского совета Вахид Джалалзаде Внутренние политические деятели Ирана, такие как министр по делам Ахмед Вахиди, призвали не обострять отношения между Азербайджаном и Ираном, ссылаясь на утверждение, что нападение было «совершено на личных мотивах». Тем не менее, в продолжающихся протестах в Иране протестующие обвиняют в инциденте Корпус стражей исламской революции. Протестующие призвали международное сообщество признать КСИР террористической организацией.
После нападения иранские азербайджанцы начали возлагать цветы перед зданием Генерального консульства Азербайджана в Тебризе, а футбольный клуб «Трактор» из Тебриза осудил нападение, используя фразу: «Боль брата разделяет только брат».

### Международные реакции
Великобритания, США, Россия, Турция, Израиль, Украина, Пакистан, Италия, Франция, Египет и Болгарии главы государств, министры иностранных дел и послы более 120 стран, Генеральный секретарь ООН Антониу Гутерриш, Специальный представитель Генерального секретаря НАТО по Кавказу и Центральной Азии Хавьер Коломина, Верховный представитель Европейского Союза по внешней политике и вопросам безопасности Джозеф Боррель, Генеральный секретарь Совета Европы Мария Пейчинович-Бурич, Генеральный секретарь Организации тюркских государств Кубанбичек Омуралиев и представители многих международных организаций, выразили соболезнования погибшим, пожелали выздоровления раненым и осудили нападение. Многие иностранные лидеры, дипломаты, политики и учреждения выразили шок и печаль. Представители многих стран, например, официальный представитель Госдепартамента США Нед Прайс, призвали Иран уважать Венскую конвенцию.

## Анализы
Азербайджанский политолог Фуад Шахбазов считает, что нападение на посольство Азербайджана в Иране является «логическим следствием дипломатического противостояния между двумя странами, произошедшего в последние месяцы». Он предполагает, что инцидент был «спланированным действием». Шахбазов отметил, что одной из первичных причин может быть открытие дипломатического представительства Азербайджана в Израиле в январе 2023 года и назначение туда посла. По его мнению, эвакуация сотрудников посольства из Тегерана указывает на то, что дипломатические отношения останутся напряжёнными ещё некоторое время. Политолог Эльчин Мирзабейли заявил, что «нападение на посольство должно быть вынесено на обсуждение в ООН», а сам инцидент он описал как «самый отвратительный пример идеологической, моральной, информационной и вооружённой террористической политики режима мулл, проводимой на протяжении многих лет».
Американский эксперт и главный научный сотрудник Института Хадсона Майкл Скотт Дорон заявил, что за нападением стоит правящий режим в Иране. Он добавил: «Правило, основанное на эмпирических данных, гласит, что если бы режим не хотел этого, нападение на посольство не произошло бы». Главный научный сотрудник Атлантического совета и директор по энергетике, росту и безопасности Международного центра налогообложения и инвестиций Ариэль Коэн охарактеризовал нападение как «враждебное отношение Ирана к официальному Баку» и добавил, что нападение не могло произойти «без ведома иранских властей». Российский политолог, директор Центра политических исследований Сергей Марков отметил, что за вооружённым нападением стоит «рука иранского правительства». По его словам, постоянная антиазербайджанская кампания в иранских СМИ является частью вины тегеранских властей.
Александр Меликишвили, главный аналитик компании IHS Markit по СНГ и Кавказу, предположил, что существует вероятность «молчаливого согласия» иранского правительства на нападение на посольство Азербайджана в Тегеране. Он поставил под сомнение, как Иран защищал посольство, ссылаясь на то, что нападавший помахал рукой иранскому полицейскому в кабинете. Также французский историк и политолог Максим Куэн отметил спокойное поведение иранской полиции, когда вооружённый человек вошёл в посольство, и назвал это «самым сильным доказательством». Директор Международного совета по дипломатии и диалогу, французский политолог Эрик Гозлан отметил, что нападение свидетельствует о том, что «некоторые силы не желают мира на Кавказе».
Турецкий эксперт по терроризму и безопасности Абдулла Агар назвал сотрудников охраны «героями». По его словам, если бы сотрудники не вмешались, последствия нападения могли бы быть гораздо более серьёзными.